# Gueldenstaedtia stenophylla
Gueldenstaedtia stenophylla är en ärtväxtart som beskrevs av Aleksandr Andrejevitj Bunge. Gueldenstaedtia stenophylla ingår i släktet Gueldenstaedtia och familjen ärtväxter. Inga underarter finns listade i Catalogue of Life.